# Ульяновська область
Улья́новська óбласть (рос. Улья́новская о́бласть) — суб'єкт Російської Федерації, входить до складу Приволзького федерального округу.
Адміністративний центр — м. Ульяновськ.
Межує з Самарською, Саратовською, Пензенською областями, Мордовією, Чувашією, Татарстаном.
Утворено 19 січня 1943.

## Географічне положення
Ульяновська область розташована на південному сході Європейської частини Росії, в середньому Поволжї. За територією вона посідає 62 місце в Росії і останнє серед 8 регіонів Поволжя.
Річка Волга ділить територію області на піднесене Правобережжя і низовинне Лівобережжя.
Правобережна частина зайнята Приволзькою височиною (висота до 363 м) з Ундорськими, Кременськими і Сенгилеєвськими горами, що виходять до Волги. Поверхня лівобережної частини — полого-увалиста рівнина.
Основна річка — Волга (Куйбишевське водосховище) з притоками Сура, Свіяга, Великий Черемшан і ін.
Клімат помірно континентальний. Середня температура січня −13 °C, липня +19 °C. Опадів близько 400 мм на рік.

### Природа
Ульяновська область розташована в зонах лісостепу і широколістняних лісів.
Ґрунти переважно чорноземні.
Ліси займають 1/4 території. На північному заході — великі масиви дубових лісів за участю липи, клена; у Заволж'ї — лукові степи, окремі соснові бори.
Збереглися лось, куниця лісова, вивірка лісова, заєць білий тощо. Численні водоплавні і болотно-берегові птахи. У Куйбишевському водосховищі — лящ, судак, короп тощо.
На території області знаходяться природні території, що особливо охороняються: національний парк «Сенгилеєвські гори», охоронна зона державного заповідника «Приволзький лісостеп», пам'ятники природи «Ундоровське мінеральне джерело», «Реліктові ліси», острів «Борок», лісосмуга Генко і багато ін.

### Корисні копалини
Провідне положення в структурі мінерально-сировинних ресурсів області займають нафта (запаси становлять 42 млн т), скляна, цементна, крем'яниста (запаси 50 млн т, великі родовища — Інзенське, Забалуйське) і карбонатна сировина (запаси 12 млн т), а також сировина для грубої кераміки. Також у області виявлено і розвідано 493 родовища торфу з запасами 33,2 млн т.

## Історія
Заселення Середнього Поволжя людьми за даними археологічної науки відбулося понад 100 тисяч років тому. Про присутність людей в Ульяновському Поволжі в епоху палеоліту свідчать окремі стоянки і місцезнаходження знарядь з каменя і кістки, виявлені в гирлі р. Черемшан на півострові Тунгуз, на узбережжі Волги в районі Ундоровського курорту.
У VIII — IX століттях Ульяновське Поволжя увійшло до складу Волзької Булгарії, що була союзом кочових тюркських і осілих угро-фінських племен.
Наприкінці XIV — початку XV століття після спустошливого набігу середньоазійського правителя Тамерлана почалося запустіння території края. З кінця 30-х років XV століття край увійшов до складу Казанського ханства.
Наприкінці 40-х років XVII століття під загальним керівництвом стольника Богдана Хитрово почалося будівництво Карсунсько-Симбірської засічної межі (1647–1654 pp).
Через 22 роки після заснування Симбірську йому довелося витримати сильну боротьбу в захисті держави, але не проти зовнішніх ворогів, а проти розбійної козацької вольниці, керованої отаманом Степаном Разіним.
У XVIII столітті у зв'язку з розширенням території російської держави, зокрема, в південному напрямі, інтенсивно стали освоюватися і заселятися південні райони нинішньої території Ульяновської області, а сам Симбірськ поступово став втрачати своє військово-стратегічне значення.
Радянська влада в Симбірській губернії була встановлена через місяць з невеликим після Жовтневої революції — 10 грудня 1917 року. У 1918 році губернія опинилася в епіцентрі громадянської війни. Після захоплення Червоною Армією Симбірську у вересні 1918 року, місто стало важливою тиловою базою Радянської влади. Тут якийсь час розташовувався штаб і Реввійськрада Східного фронту. Важливе значення в забезпеченні Червоної Армії боєприпасами відігравав Симбірський патронний завод.
В 1924 р. Симбірськ був перейменований на Ульяновськ.
З початком Німецько-радянської війни Ульяновськ стає місцем, куди евакуювалися різні підприємства, організації і установи із західних районів країни, Москви і Ленінграда.
В 1950-60-х рр. в області були створені нові промислові підприємства і споруди (завод важких і унікальних верстатів, механічний завод, Димітровградський науково-дослідний інститут атомних реакторів і ін.), автомобільний міст через Волгу і аеропорт в Ульяновську.

## Адміністративний поділ

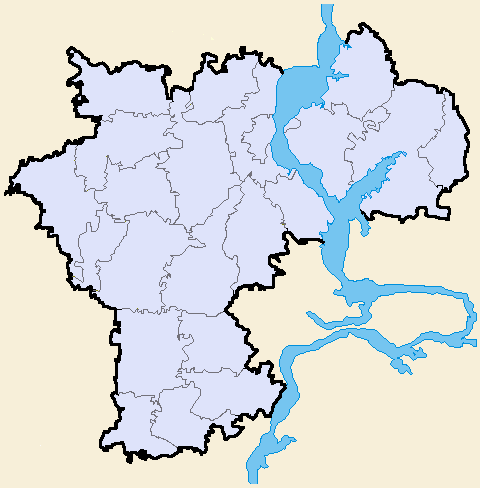
Адміністративний устрій Ульяновської області

До складу області входять 21 район, 6 міст, зокрема 4 регіонального значення, 30 селищ міського типу.
Райони:
- Базарносизганський район
- Бариський район
- Вешкаймський район
- Інзенський район
- Карсунський район
- Кузоватовський район
- Майнський район
- Мелекеський район
- Ніколаєвський район
- Новомаликлинський район
- Новоспаський район
- Павловський район
- Радищевський район
- Сенгилєєвський район
- Старокулаткинський район
- Старомайнський район
- Сурський район
- Тереньгульський район
- Ульяновський район
- Цильнинський район
- Чердаклинський район

## Населення
За населенням (1322 тис. осіб (2007)) область посідає 37 місце в Росії і 6 серед регіонів Поволжжя. За щільністю населення (35, 4 осіб/км²) — 29 місце в Росії і 3 серед регіонів Поволжя, поступаючись лише Самарської області і Республіці Татарстан, а за питомою вагою міського населення (рівню урбанізації) — 72,8 % — 35 місце в Росії і 5 серед регіонів Поволжя.
Згідно зі Всеросійським переписом населення 2002 року, національний склад области був наступним:
| Народ         | Чисельність, 2002, % (*) |
| ------------- | ------------------------ |
| Росіяни       | 72,65 %                  |
| Татари        | 12,2 %                   |
| Чуваші        | 8 %                      |
| Мордва        | 3,63 %                   |
| Українці      | 1,13 %                   |
| Азербайджанці | 0,36 %                   |
| Вірмени       | 0,34 %                   |

### Національна мапа регіону

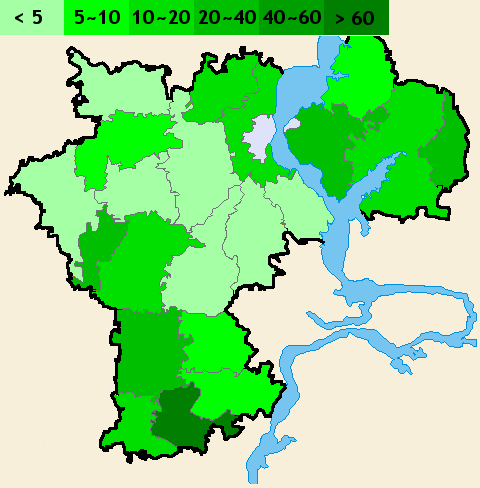
Татари
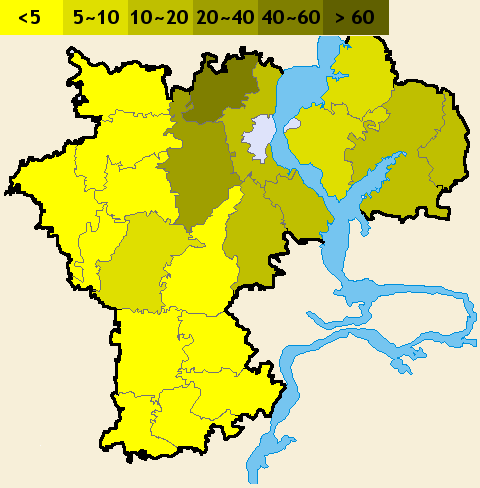
Чуваші
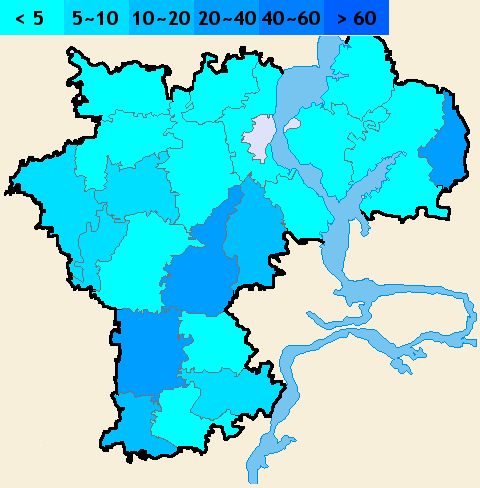
Ерзя

| Район                    | Росіяни | Татари | Чуваші | Ерзя  |
| ------------------------ | ------- | ------ | ------ | ----- |
| Базарносизганський район | 89 %    | 22 %   | 2,5 %  | 7 %   |
| Баришський район         | 69 %    | 16 %   | 9 %    | 4 %   |
| Вешкаймський район       | 85 %    | 2 %    | 2 %    | 6 %   |
| Інзенський район         | 85 %    | 3,3 %  | 1,2 %  | 9,4 % |
| Карсунський район        | 85 %    | 10 %   | 2 %    | 1 %   |
| Кузоватовський район     | 66 %    | 0,7 %  | 1,5 %  | 27 %  |
| Майнський район          | 68,75 % | 4,68 % | 25 %   | 1 %   |
| Мелекесський район       | 62 %    | 17 %   | 16 %   | 3 %   |
| Ніколаєвський район      | 43 %    | 23 %   | 3 %    | 30 %  |
| Новомаликлинський район  | 21,8 %  | 31,6 % | 18,6 % | 28 %  |
| Новоспасський район      | 83 %    | 7,5 %  | 2 %    | 3 %   |
| Павловський район        | 56 %    | 20 %   | 3,5 %  | 19 %  |
| Радищевський район       | 79,4 %  | 8,7 %  | 1,4 %  | 5,5 % |
| Сенгилєєвський район     | 74,9 %  | 5 %    | 16 %   | 1,8 % |
| Старокулаткинський район | 2 %     | 95 %   | 1 %    | 0,8 % |
| Старомайнський район     | 77 %    | 9 %    | 8 %    | 3 %   |
| Сурський район           | 87 %    | 1 %    | 4 %    | 5 %   |
| Тереньгульський район    | 70 %    | 4 %    | 12,5 % | 12 %  |
| Ульяновський район       | 70 %    | 11 %   | 13 %   | 2 %   |
| Цильнинський район       | 27 %    | 13 %   | 58 %   | 1 %   |
| Чердаклинський район     | 61 %    | 21 %   | 10 %   | 4 %   |

## Економіка

### Основні галузі промисловості
Основною галуззю спеціалізації є машинобудування, яке становить 56 % обсягу промислового виробництва. Представлене авіабудуванням, приладобудуванням, верстатобудуванням, автомобілебудуванням. Важливе місце в галузі займає група заводів автомобільної промисловості, які проводять близько 60 % російських автобусів і небагато чим більше 10 % вантажних автомобілів. Ульяновський автозавод виник в 1941 р. на базі евакуйованого московського ЗІЛа. Тут створена серія автомобілів УАЗ високої прохідності вантажопідйомністю 0,8 т. Майже 30 % продукції заводу йде на експорт. У області проводять також літаки, верстати, устаткування для хімічної промисловості і сільського господарства.
У Ульяновськi знаходиться один з найбільших в Європі авіаційних заводів — «Авіастар-СП». Підприємство здатне випускати більше 50 літаків на рік. Воно проводить вантажопідйомні літаки — Ан-124 «Руслан», що стали гордістю російської авіації, а також середньомагістральні пасажирські літаки Ту-204. Область займає перше місце в Росії з виробництва цивільних літаків і п'яте — з виробництва автомобілів. Коефіцієнт спеціалізації (душового виробництва) з випуску легкових автомобілів — 4,2.
На другому місці за часткою промислового виробництва області знаходиться харчова промисловість — 13,7 %. Значний розвиток отримало виробництво цукру, яке зосереджене на єдиному підприємстві — ВАТ «Ульяновськсахар». Обсяг виробництва цукру становить близько 190 % обласній потребі, таким чином майже половина вироблюваної продукції може бути реалізована за межі області. Коефіцієнт спеціалізації (душового виробництва) з виробництва цукру — 2,7. Також виділяють традиційні, такі, що отримали розвиток ще в дореволюційний час і галузі, що значно зросли з тих пір: борошномельна, крохмалопаточна, маслосироробна, спиртогорільчана.
Значний розвиток отримала електроенергетика — 12,5 %. Потужність електростанцій становить 955,6 тис. кВт. Кількість підприємств в галузі збільшилася за останні 5 років в 3 рази і становить 18.
На базі власних ресурсів отримало розвиток виробництво будівельних матеріалів (6 % від загального обсягу промислового виробництва). ВАТ «Ульяновськцемент» має виробничі потужності для випуску портланд-цементу мазкі «400» в кількості 1800 тис. тонн. Підготовлено для експлуатації Широковське-II родовище мела із запасами 20,8 млн тонн. У перспективі освоєння найбільшого в Поволжі родовища крейди «Солдатська Ташла» з промисловими запасами високоякісної сировини 273,5 млн тонн. На базі Інзенського родовища ООО «Діатоміт-інвест» випускає різні теплоізоляційні матеріали (діатомовий порошок і керамічні вироби з нього — цеглина, шкаралупи, сегменти). Проектна потужність підприємства — 400 тис. м³ на рік. Коефіцієнт душового виробництва з цементу — 2,9, з випуску цеглини — 1,8. Ташлинське родовище є найбільшою в країні централізованою сировинною базою скляної промисловості. Високоякісні скляні піски Ташлинського гірничозбагачувального комбінату (нині ВАТ «Кварц») поставляються найбільшим скляним заводам Росії. З 1985 року діє збагачувальна фабрика проектною потужністю 300 тисяч тонн збагачених пісків на рік.

### Сільське господарство
Розводять велику рогату худобу молочно-м'ясного напряму. Займаються птахівництвом, свинарством Провідне місце в рослинництві належить виробництву технічних культур і картоплі, зернових культур.

## Уродженці Ульяновської області
- Ніколаєв Валентин Олексійович — тренер з фігурного катання